# أداء المحرك النفاث

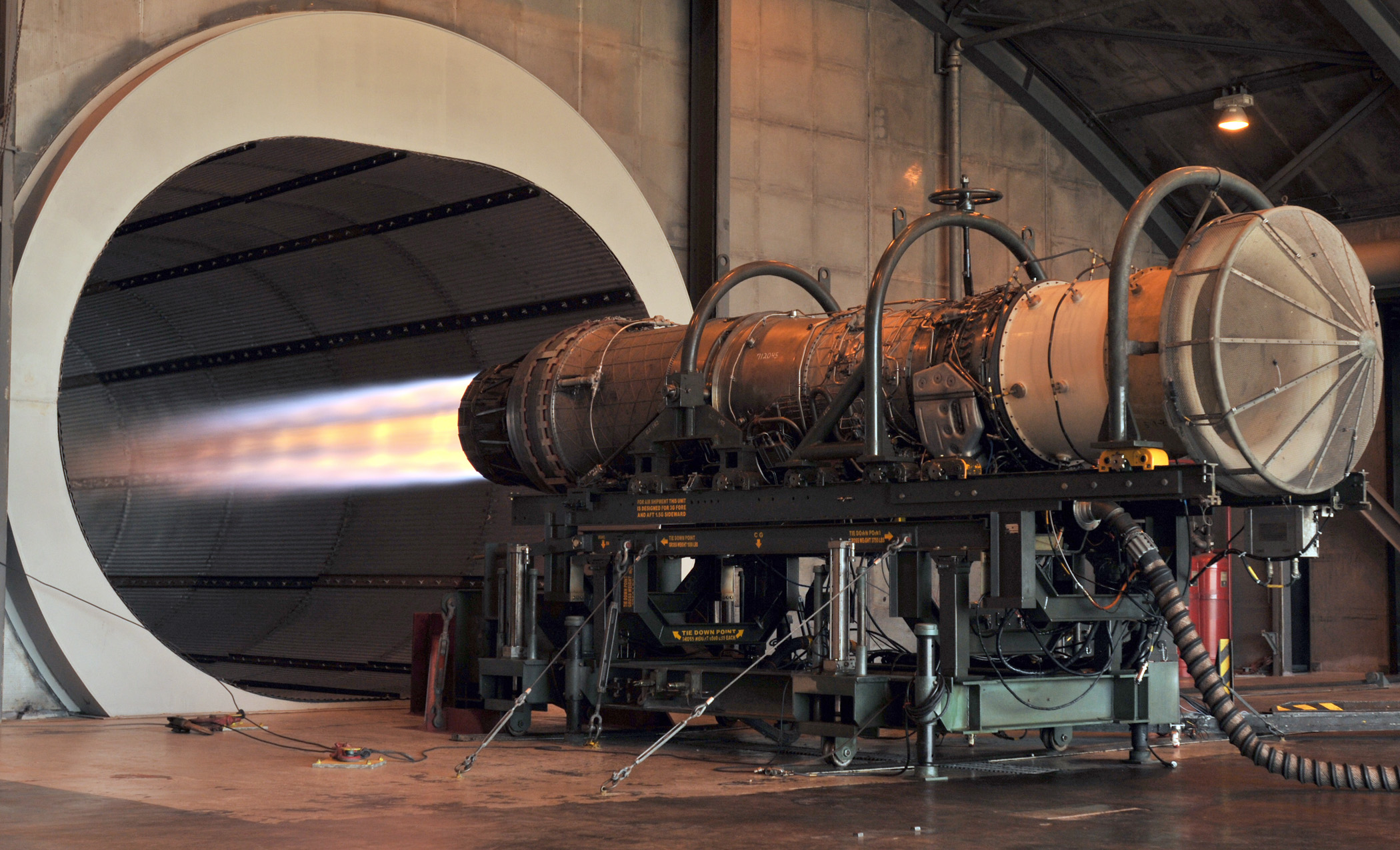
المحرك التوربيني المروحي برات آند ويتني اف 100

رسم توضيحي لمحرك نفاث توربيني

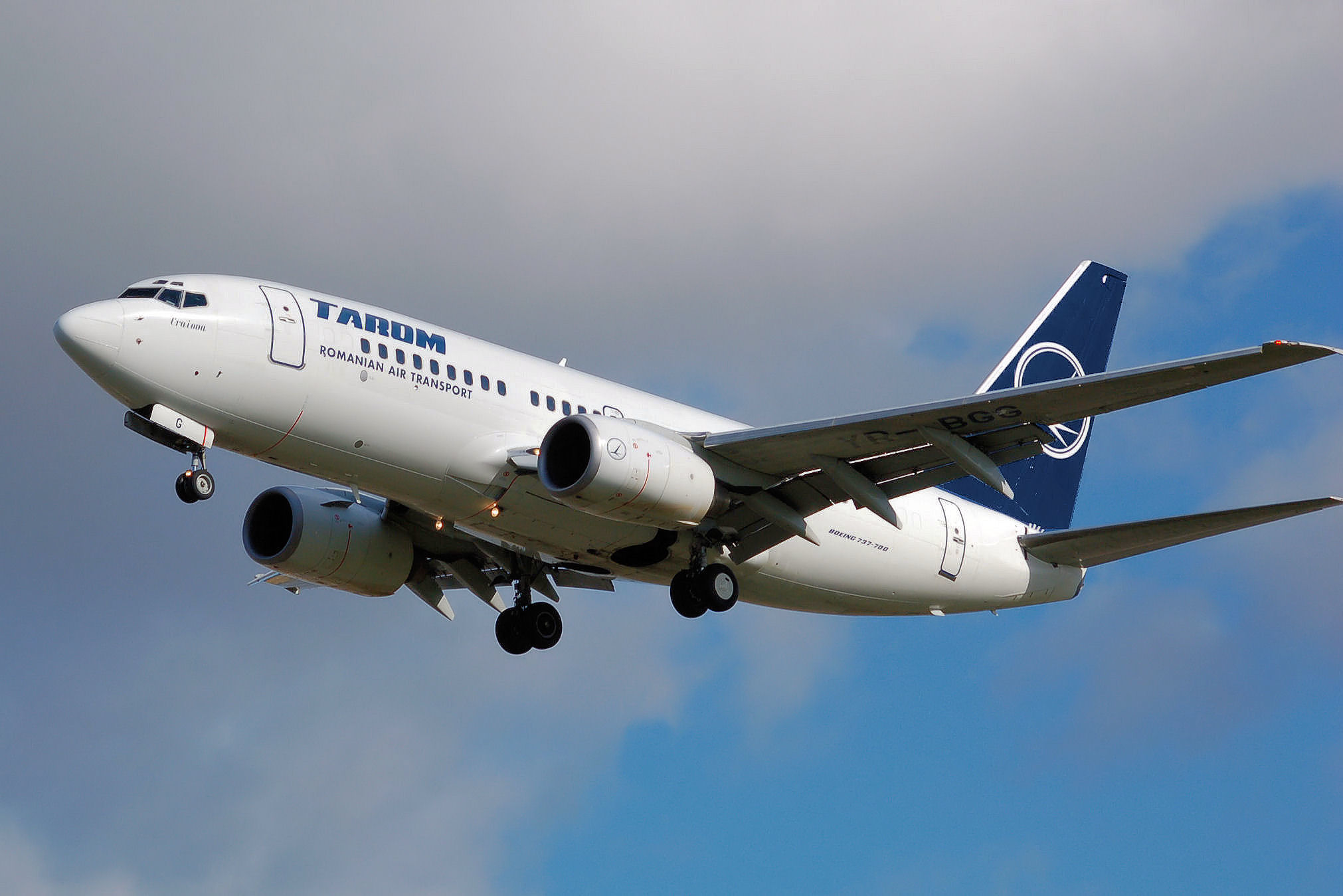
طائرة بوينج 737، مثال على الطائرات ثابتة الجناحين

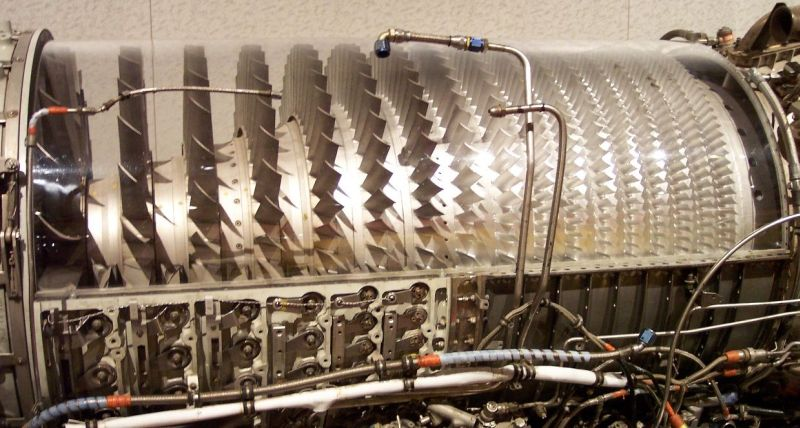
مرحلة ضاغط محوري لمحرك جينرال إليكتريك جيه 79، ويظهر فيه صفوف الريش المتحركة يتبعها صفوف الريش الثابتة.

في الطائرات ثابتة الجناحين المدفوعة بواسطة محرك نفاث واحد أو أكثر، تتعلق بعض مفاهيم الأداء مثل الدفع بشكل مباشر مع التشغيل الآمن للطائرة، في حين أن مفاهيم أخرى لتشغيل المحرك مثل الضوضاء وانبعاثات المحرك تؤثر على البيئة.
إن عناصر الدفع والضوضاء والانبعاث لتشغيل المحرك النفاث، لها أهمية حيوية في اقلاع الطائرة، حيث تكمن أهمية الدفع واستهلاك الوقود وتغيرهما مع الارتفاع في مرحلتي الإقلاع والسفر من مراحل عمل الطائرة.
يصنف سلوك المحرك النفاث وتأثيره على كل من الطائرة والبيئة، في تخصصين مختلفين من التخصصات الهندسية. على سبيل المثال، تصنف الانبعاثات تحت مجموعة الاحتراق، ويصنف منشأ الاهتزازات المتنقلة لهيكل الطائرة تحت ديناميكا العمود الدوار.

## تعريف الأداء
يعرف أداء المحرك النفاث على أنه فهم كيفية إنتاج تدفق وقود معين لكمية محدودة من الدفع عند نقطة معينة في دورة الطيران. الأداء هو موضوع له تخصص خاص داخل فرق تطوير وتصميم محركات الطائرات، كما أنه فهم للضوضاء الناتجة والانبعاثات بواسطة المتخصصين المعنيين بذلك في فرق أخرى.
إن مهمة الأداء الأساسية لمحرك توربيني نفاث أحادي العمود الدوار، هي مطابقة تشغيل الضاغط والتربينه والفوهة الدافعة. على سيبل المثال، تتحدد الطريقة التي يعمل بها الضاغط من خلال مقاومة تدفق المائع خلفه، والتي تحدث في غرفة الاحتراق، و التربينه، وأنبوب الذيل والفوهة الدافعة.
يمكن تعريف مطابقة أجزاء المحرك على أنها التصميم وتحديد حجم الأجزاء، والتحكم في خصائص التشغيل  لكل من الضاغط والتربينة، والفوهة الدافعة. ولتحسين الفهم المطلوب لمطابقة مكونات المحرك بكفاءة، بُنيت ثلاث ملاحظات أساسية بناء على ما يلي:
- تدفق الغاز خلال الضاغط هو نفس التدفق خلال التربينة.
- سرعة الضاغط والتربينة متساوية (لأنهم على عمود دوار واحد).
- القدرة المنتجة بواسطة التربينة تساوي القدرة التي يستهلكها الضاغط.

اضافة لذلك، فإن مقاومة التدفق خلف الضاغط تتحدد بمساحة فوهة التربينة ومساحة الخروج للفوهة الدافعة.
يتم تعديل الثلاثة قيود السابقة بين الضاغط والتربينه، لحساب تدفقات المائع والقدرات الغير متساوية بسبب المائع المتدفق للضاغط والقدرة الكهربية والهيدروليكية المحولة لهيكل الطائرة، على سبيل المثال. لذلك يتم فهم وتحديد الأداء باستخدام التطبيق الهندسي العملي لكل من الديناميكا الحرارية والديناميكا الهوائية.

## تصفح للمقالة
تتحدد قيم معينة للدفع واستهلاك الوقود بناء على العملاء المحتملين للطائرات، و سيتم استنتاج هذه القيم من خلال خطوات تفصيلية في جزء "معادلات أداء نقطة التصميم" و "الحساب المبسط لنقطة خارج التصميم". و سيتم توضيح حالة "خارج التصميم" بشكل عام.
تستهلك الطائرة قدرة هوائية وكهربية وهيدروليكية، في مقابل بعض الوقود المزودة به الطائرة. و تذكر هذه المعلومات في جزء "تأثيرات التركيب". كما تعرف هذه التأثيرات بأنها الاختلاف بين أداء المحرك غير المركب (كما تم قياسه على منصة اختبار) والمحرك المركب في طائرة.
عندما يُسحب هواء من الضاغط لتبريد التربينة، يكون لذلك أثر عكسي على كمية الوقود اللازمة لاعطاء الدفع. و سنتناول هذه الجزئية في "استنزاف التبريد". في جزء "تحسينات الدورة" يتم تناول تأثير تغييرات التصميم الأساسي على المحرك، كزيادة نسبة الضغط مثلا، و درجة حرارة الدخول للتربينة. كما نتناول أيضا طرق زيادة نسب الضغط. و في جزء"النموذج العابر" يتم تناول تأثيرات التزود بالوقود الزائد عن الحد و المنخفض عن الحد، و الذي يحدث تغييرات في الدفع المطلوب.
كما سيكون هناك تفسير لمخطط هاسك التوضيحي، الذي يعتبر طريقة موجزة لتلخيص أداء المحرك. و يتقيد الدفع المتاح بحدود درجة حرارة التربينة عند درجات الحرارة المحيطة المرتفعة، كما هو موضح في أجزاء "تقييم الأداء"

## نقطة التصميم

### مخطط درجة الحرارة و الأنتروبي (TS)

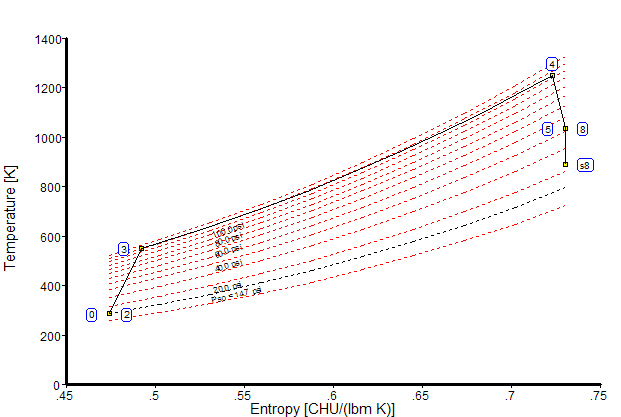
مخطط درجة الحرارة والإنتروبي لمحرك نفاث توربيني أحادي العمود الدوار
لاحظ أن
1 وحدة حرارة مئوية/باوند كتلة.كلفن = 1 وحدة حرارية بريطانية/ (باوند.رانكن) = 1 وحدة حرارية بريطانية/ (باوند. فهرنهايت) = 1 كيلو كالوري/ (كجم.سيلزيوس) =4.18 كيلو جول/ (كجم.كلفن).

يُستخدم عادة مخطط درجة الحرارة و الأنتروبي، لتوضيح دورة محركات التربينات الغازية. حيث يمثل الأنتروبي درجة عدم انتظام أو عشوائية الجزيئات في المائع. و يميل الأنتروبي للزيادة عندما تتحول الطاقة بين أشكالها المختلفة مثل الكيميائية والميكانيكية.
مخطط درجة الحرارة و الانتروبي السابق، هو لمحرك نفاث توربيني أحادي العمود الدوار، حيث يقوم عمود دوار واحد بوصل التربينة والضاغط معا.
يتم استخدام ضغط الركود و درجة الحرارة الركود ‏ في الحسابات عند النقاط المختلفة للمخطط، بغض النظر عن النقطة 0 و 8s. و تمثل النقطة 0 الحالة المحيطة من حيث الظروف الجوية (الضغط ودرجة الحرارة). تُستخدم عادة القيم الكلية (سواء للضغط أو درجة الحرارة) في دراسات دورة ا لتربينة الغازية، بسبب عدم الحاجة لمعرفة سرعة تدفق المائع.
تتكون الاجراءات الموجودة في المخطط السابق من:
- التدفق الحر (من 0 إلى 1)

في المثال السابق، تكون الطائرة ثابتة على الأرض، لذلك تنطبق نقطة 0 (الحالة المحيطة بالطائرة من حيث الضغط ودرجة الحرارة) مع نقطة 1 (حالة الدخول للمحرك)، و هنا لم تبين نقطة 1 على الرسم.
- الدخول -سحب المائع لداخل المحرك- (من 1 إلى 0)

في المثال السابق، يتم فرض عدم وجود فقد في ضغط الدخول، لذلك تنطبق نقطة 1 و 2.
- الانضغاط (من 2 إلى 3)

يظهر الإجراء المثالي بشكل رأسي على مخطط درجة الحرارة و الأنتروبي. بينما يظهر الإجراء الحقيقي بشكل مائل، بسبب تعرض المائع للاحتكاك، و الاضطراب، و ربما مفاقيد نتيجة موجة صادمة. كل هذا يجعل درجة الحرارة عند نسبة ضغط معينة أكبر من درجة الحرارة في الحالة المثالية. و لذلك، كلما زاد ميل خط الإجراء بشكل موجب على مخطط درجة الحرارة و الأنتروبي، كلما أصبح إجراء الانضغاط أقل كفاءة.
- الاحتراق ( من 3 إلى 4)

يتم إضافة الحرارة للمائع (بحرق الوقود غالب) لرفع درجة حرارته. و يكون هناك فقد في الضغط في هذا الاجراء، لا يمكن تجنبه.
- التربينة ( من 4 إلى 5)

يشير ارتفاع درجة الحرارة في الضاغط على أنه سيكون هناك فقد في درجة الحرارة في التربينة (شغل أقل). في الحالة المثالية يكون الاجراء رأسيا على مخطط درجة الحرارة و الأنتروبي. بينما، في الاجراء الحقيقي، يؤدي احتكاك و اضطراب المائع إلى زيادة الفقد في الضغط عن الحالة المثالية. أي أنه كلما زاد الميل السالب على مخطط درجة الحرارة و الانتروبي، كلما أصبح تمدد المائع خلال التربينة أقل كفاءة (شغل أقل).
- الأنبوب النفاث (من 5 إلى 8)

في هذا المثال، الأنبوب النفاث قصير جدا، لذلك لا يوجد فقد في الضغط. و بالتالي تنطبق الحالات 5 و 8 على مخطط درجة الحرارة والإنتروبي.
- الفوهة (من 8 إلى 8s)

تقع هاتين النقطتين معا في حلق الفوهة (المتقاربة). حيث تمثل الحالة 8s الحالة الساكنة للضغط و درجة الحرارة. و لايظهر إجراء التمدد من الفوهة للضغط المحيط، على مخطط درجة الحرارة والإنتروبي.

### معادلات الأداء عند نقطة التصميم
نظريا، يمكن وصف نقطة التصميم لأداء المحرك أنها أي مزيج من ظروف الطيران التي يتعرض لها المحرك وإجراء الخنق. و مع ذلك، و في العادة، ترتبط نقطة التصميم بأكبر تدفق صحيح ‏ عند الدخول لنظام الانضغاط (مثال: أقصى تسلق يكون عند 0.85 ماخ، و 35000قدم، عند الظروف الجوية القياسية).
يمكن تقدير الدفع الصافي عند نقطة التصميم لأي محرك نفاث، عن طريق تحليل دورة المحرك خطوة بخطوة. و فيما يلي نذكر معادلات إجراءات الدورة لمحرك نفاث توربيني أحادي العمود الدوار.

#### التدفق الحر
يمكن التعبير عن درجة حرارة الركود (درجة الحرارة الكلية)للتدفق الحر للمائع المقترب من المحرك، باستخدام المعادلة التالية المشتقة من معادلة الطاقة للسريان المستقر:
{\displaystyle T_{1}=t_{0}\cdot (1+({\gamma }_{c}-1)\cdot M^{2}/2)}
و يتم التعبير عن ضغط الركود المقابل (الضغط الكلي) بالمعادلة التالية:
{\displaystyle P_{1}=p_{0}\cdot (T_{1}/t_{0})^{{\gamma }_{c}/({\gamma }_{c}-1)}}

### مدخل المحرك
في حالة عدم وجود شغل أو حرارة مفقودة في مدخل المحرك، و تحت شروط الحالة المستقرة للسريان، تكون:
{\displaystyle T_{2}=T_{1}\,}
و مع ذلك، يجب حساب مفاقيد الاحتكاك و الصدمة في نظام الدخول، كالتالي:
{\displaystyle P_{2}=P_{1}\cdot \mathrm {prf} }

### الضاغط
يمكن التعبير عن درجة الحرارة الفعلية للخروج من الضاغط، بفرض كفاءة عامة، كالتالي:
{\displaystyle T_{3}=T_{2}\cdot (P_{3}/P_{2})^{{(\gamma }_{c}-1)/({\gamma }_{c}\cdot {\eta }pc)}}
و عادة يفرض ضغط الضاغط، كالتالي:
{\displaystyle P_{3}=P_{2}\cdot (P_{3}/P_{2})}

### غرفة الاحتراق
يتم عادة فرض درجة حرارة الدخول للتربينة كالتالي:
{\displaystyle T_{4}=\mathrm {RIT} \,}
و يؤدي الضغط المفقود في غرفة الاحتراق لخفض ضغط الدخول للتربينة، كالتالي:
{\displaystyle P_{4}=P_{3}\cdot (P_{4}/P_{3})}

### التربينة
بمساواة قدرة التربينة والضاغط، و باهمال أي قدرة مسحوبة (لتشغيل مولد أو مضخة على سبيل المثال)، نحصل على المعادلة التالية:
{\displaystyle w_{4}\cdot C_{\mathrm {pt} }(T_{4}-T_{5})=w_{2}\cdot C_{\mathrm {pc} }(T_{3}-T_{2})}
في بعض الأحيان، يتم الفرض للتبسيط أن كتلة الوقود المضاف تكون تعويض عن كتلة الهواء المستنزف الضاغط، أي أن تدفق الكتلة ثابت خلال الدورة.
يمكن حساب نسبة الضغط خلال التربينة، بفرض كفاءة عامة، من المعادلة التالية:
{\displaystyle P_{4}/P_{5}=(T_{4}/T_{5})^{{\gamma }_{t}/(({\gamma }_{t}-1).{\eta }_{\mathrm {pt} })}}
و من الواضح أن:
{\displaystyle P_{5}=P_{4}/(P_{4}/P_{5})\,}

### الأنبوب النفاث
بما أنه، تحت شروط الحالة المستقرة للسريان، لا يوجد شغل أو فقد للحرارة في الأنبوب النفاث، فإنه يمكن القول أن:
{\displaystyle T_{8}=T_{5}\,}
ومع ذلك ، يجب حساب الفقد في الضغط خلال الأنبوب النفاث، كالتالي:
{\displaystyle P_{8}=P_{5}\cdot (P_{8}/P_{5})\,}

### الفوهة
هل تعرضت الفوهة للاختناق؟ تتعرض الفوهة للاختناق عندما يكون رقم ماخ عند حلق الفوهة يساوي 1. و يحدث هذا عندما تصل نسبة الضغط في الفوهة للقيمة الحرجة أو تتجاوزها.
{\displaystyle (P_{8}/p_{\mathrm {8s} })crit=(({\gamma }_{t}+1)/2))^{{\gamma }_{t}/({\gamma }_{t}-1)}\,}
لو {\displaystyle (P_{8}/p_{0})>=(P_{8}/p_{\mathrm {8s} })crit\,} إذن تتعرض الفوهة للاختناق.
و لو {\displaystyle (P_{8}/p_{0})<(P_{8}/p_{\mathrm {8s} })crit\,} إذن لا تتعرض الفوهة للاختناق.

### الفوهة المختنقة
تتناسب الطريقة الحسابية التالية مع الفوهات المختنقة فقط.
بفرض اختناق الفوهة، يتم حساب درجة الحرارة الساكنة للفوهة، كالتالي:
{\displaystyle t_{\mathrm {8s} }=T_{8}/(({\gamma }_{t}+1)/2)\,}
وبالمثل بالنسبة للضغط الساكن للفوهة:
{\displaystyle p_{\mathrm {8s} }=P_{8}/(T_{8}/t_{\mathrm {8s} })^{{\gamma }_{t}/({\gamma }_{t}-1)}}
تُحسب سرعة المائع في حلق الفوهة، باستخدام معادلة الطاقة للسريان المستقر، كالتالي:
{\displaystyle V_{8}^{2}=2gJC_{pt}(T_{8}-t_{\mathrm {8s} })}
و تُعطى كثافة الغازات عند حلق الفوهة، من العلاقة التالية:
{\displaystyle {\rho }_{\mathrm {8s} }=p_{\mathrm {8s} }/(R\cdot t_{\mathrm {8s} })}
كما يتم حساب المساحة الفعالة للفوهة، كالتالي:
{\displaystyle A_{8}=w_{8}/({\rho }_{\mathrm {8s} }\cdot V_{8})}

### الدفع الكلي
تتكون معادلة الدفع الكلي للفوهة من شقين، و هما: دفع كمية الحركة المثالي و دفعالضغط المثالي. و يساوي الشق الأخير صفر في حالة اختناق الفوهة فقط.
{\displaystyle F_{g}=C_{\mathrm {x} }((w_{8}\cdot V_{8}/g)+A_{8}(p_{\mathrm {8s} }-p_{0}))\,}

### الفوهة غير المختنقة
يستلزم إجراء الحسابات التالية في حالة عدم اختناق الفوهة.
في حالة عدم الاختناق، يصبح الضغط الساكن للفوهة مساويا للضغط المحيط:
{\displaystyle p_{\mathrm {8s} }=p_{0}\,}
و تحسب درجة الحرارة الساكنة للفوهة من النسبة بين الضغط الكلي/ الضغط الساكن للفوهة:
{\displaystyle t_{\mathrm {8s} }=T_{8}/(P_{8}/p_{\mathrm {8s} })^{{(\gamma }_{t}-1)/{\gamma }_{t}}}
تحسب سرعة المائع في حلق الفوهة، كما سبق، من خلال معادلة الطاقة للسريان المستقر:
{\displaystyle V_{8}^{2}=2gJC_{pt}(T_{8}-t_{\mathrm {8s} })}

### الدفع الكلي
في حالة أن الفوهة غير مختنقة، يكون دفع الضغط للفوهة مساويا للصفر، لذلك يتم حساب دفع كمية الحركة فقط:
{\displaystyle F_{g}=C_{\mathrm {x} }((w_{8}\cdot V_{8}/g)\,}

### احتكاك السحب للناشر
بشكل عام، يكون هناك احتكاك سحب للرام (بالإنجليزية: Ram drag)‏(الرام: ناشر في مدخل المحرك لزيادة الضغط) نتيجة دخول الهواء من مدخل المحرك ، و يتم التعبير عن قوة الاحتكاك كالتالي:
{\displaystyle F_{r}=w_{0}\cdot V_{0}/g}

### الدفع الصافي
بعد خصم قوة الاحتكاك للرام من قوة الدفع الكلي، يمكن التعبير عن الدفع الصافي بالمعادلة التالية:
{\displaystyle F_{n}=F_{g}-F_{r}\,}
لا تتناول المقالة حساب تدفقالوقود في غرفة الاحتراق، لكنه في الأساس يتناسب مع تدفق الهواء الداخل لغرفة الاحتراق، كما أنه دالة في ارتفاع درجة حرارة غرفة الاحتراق.
يُلاحظ أن تدفق الكتلة هو معامل حجمي: أي أنه بمضاعفة تدفق الهواء، يتضاعف الدفع وتدفق الوقود. ومع ذلك، فإن الاستهلاك النوعي للوقود (تدفق الوقود/الدفع الصافي) لا يتأثر بذلك، بفرض إهمال التأثيرات الصغيرة.
يمكن عمل حساباتنقطة التصميم، مشابهة في أنواع أخرى منالمحركات النفاثة، مثل المحرك التوربيني المروحي،المحرك التوربيني ذو المروحة الدافعة، المحرك النفاث التضاغطي، إلخ.
طريقة الحساب السابقة المستخدمة هي طريقة أساسية وبسيطة لحد ما، لكنها مفيدة لاكتساب الفهم الأساسي لأداء محركات الطائرات. يستخدم معظم مصنعي المحركات طريقة أكثر واقعية، تعرف بالحرارة النوعية الفعلية. عند المستويات المرتفعة من السرعات الفوق صوتية، سوف تحتاجالضغوط ودرجات الحرارة المرتفعة إلى حسابات غير مألوفة مثل الكيمياء المجمدة وكيمياء الاتزان.

### مثال عملي
السؤال

أوجد الدفع الصافي لدورة المحرك النفاث التوربيني أحادي العمود الدوار التالي، عند مستوى سطح البحر الساكن، و الظروف الجوية القياسية، مستخدما الوحدات الإمبراطورية للتوضيح:
- معاملات بداية التصميم:

كمية تدفق الهواء لداخل المحرك = 100باوند/ثانية
{\displaystyle w_{2}=100\ \mathrm {lb/s} \,}
(تساوي 45.359 كجم/ثانية عند استخدام نظام الوحدات الدولي)
افرض أن تدفق الغاز ثابت خلال المحرك.
نسبة الضغط الكلي تساوي
{\displaystyle P_{3}/P_{2}=10.0\,}
درجة حرارة الدخول = 1400 كلفن
{\displaystyle T_{4}=\mathrm {RIT} =1400\ \mathrm {K} \,}
(عند التعامل بدرجة حرارة رانكن، يتم الضرب في معامل قيمته 1.8، حيث أن كل درجة حرارة كلفينية تساوي 1.8 درجة على مقياس رانكن)
فروض أداء عنصر التصميم:
- معامل تصحيح ضغط الدخول ، {\displaystyle \mathrm {prf} =1.0\,}
- الكفاءة العامة للضاغط

{\displaystyle {\eta }pc=0.89\ (i.e.89\%)\,}
- الكفاءة العامة للتربينة (بالإنجليزية: Turbine polytropic efficiency)‏

{\displaystyle {\eta }pt=0.90\ (i.e.90\%)\,}
تبلغ نسبة الفقد في الضغط في غرفة الاحتراق 5%، لذلك تصبح نسبة الضغط في غرفة الاحتراق {\displaystyle P_{4}/P_{3}=0.95\,}
تبلغ نسبة الفقد في الضغط خلال الأنبوب النفاث 1%، لذلك تصبح نسبة الضغط خلال الأنبوب النفاث {\displaystyle P_{8}/P_{5}=0.99\,}

- الدفع للفوهة {\displaystyle C_{\mathrm {x} }=0.995\,}

الثوابت
- نسبة الحرارة النوعية للهواء

{\displaystyle {\gamma }_{c}=1.4\,}
- نسبة الحرارة النوعية لنواتج الاحتراق

{\displaystyle {\gamma }_{t}=1.333\,}
- نسبة الحرارة النوعية للهواء، عند ثبوث الضغط{\displaystyle C_{\mathrm {pc} }=0.6111\ {\frac {\mathrm {hp} \cdot \mathrm {s} }{\mathrm {lb} \cdot \mathrm {K} }}\,}

(تساوي 1.004646 كيلو وات.ثانية/كجم.كلفن، عند استخدام النظام الدولي للوحدات، و تساوي 0.3395 حصان.ثانية/باوند.رانكن، عند استخدام نظام الوحدات الأمريكية)
- الحرارة النوعية بثبوت الضغط، لمكونات الاحتراق

{\displaystyle C_{\mathrm {pt} }=0.697255\ {\frac {\mathrm {hp} \cdot \mathrm {s} }{\mathrm {lb} \cdot \mathrm {K} }}\,}
(تساوي 1.1462 كيلو وات.ثانية/كجم.كلفن، عند استخدام النظام الدولي للوحدات، و تساوي 0.387363889 حصان.ثانية/باوند.رانكن، عند استخدام نظام الوحدات الأمريكية)
- عجلة الجاذبية، يرمز لها g و تساوي 32.174 قدم/ثانية مربع (تساوي 9.8 متر/ثانية مربع عند استخدام النظام الدولي للوحدات)
- المكافئ الميكانيكي للحرارة {\displaystyle J=550\ \mathrm {ft} \cdot \mathrm {lb} /(\mathrm {s} \cdot \mathrm {hp} )\,}

(يساوي 1 عند استخدام وحدات النظام الدولي)
- ثابت الغاز

{\displaystyle R=96.034\ \mathrm {ft} \cdot \mathrm {lbf} /(\mathrm {lb} \cdot \mathrm {K} )\,}
(يساوي 0.287052 كيلو نيوتن.متر/كجم.كلفن، عند استخدام النظام الدولي للوحدات، و يساوي53.3522222 قدم.باوند قوة/باوند.رانكن، عند استخدام نظام الوحدات الأمريكي)
الاجابة
- الظروف المحيطة

يُفرض الضغط عند مستوى سطح البحر كما يلي:
الضغط المحيط {\displaystyle p_{0}=14.696\ \mathrm {psia} \,}

(حيث أن psia تعني باوند لكل بوصة مربعة، و عند استخدام النظام الدولي للوحدات، يساوي الضغط المحيط 101.325 كيلو نيوتن/متر مربع)
و عند الظروف القياسية عند مستوى سطح البحر، يكون:
درجة الحرارة المحيطة
{\displaystyle t_{0}=288.15\ \mathrm {K} \,}
(لاحظ أن هذه درجة الحرارة المطلقة {\displaystyle 15\ ^{\circ }\mathrm {C} +273.15\ ^{\circ }\mathrm {C} \,})
(تساوي 518.67 رانكن، عند استخدام نظام الوحدات الأمريكية)
- التدفق الحر

عندما يكون المحرك ساكن، تكون كل من سرعة الطيران {\displaystyle V_{0}\,}
و رقم ماخ {\displaystyle M\,}، مساويا للصفر.
لذلك:
{\displaystyle T_{1}=t_{0}=288.15\ \mathrm {K} \,}
{\displaystyle P_{1}=p_{0}=14.696\ \mathrm {psia} \,}
- مدخل المحرك

{\displaystyle T_{2}=T_{1}=288.15\ \mathrm {K} \,}
{\displaystyle P_{2}=P_{1}\cdot \mathrm {prf} \,}
{\displaystyle P_{2}=14.696*1.0=14.696\ \mathrm {psia} \,}
- الضاغط

{\displaystyle T_{3}=T_{2}\cdot ((P_{3}/P_{2})^{({\gamma }_{c}-1)/({\gamma }_{c}\cdot {\eta }pc)}=288.15*10^{(1.4-1)/(1.4*0.89)}=603.456\ \mathrm {K} }
{\displaystyle P_{3}=P_{2}\cdot (P_{3}/P_{2})\,}
{\displaystyle P_{3}=14.696*10=146.96\ \mathrm {psia} \,}
- غرفة الاحتراق

{\displaystyle T_{4}=\mathrm {RIT} =1400\ \mathrm {K} \,}
{\displaystyle P_{4}=P_{3}\cdot (P_{4}/P_{3})=146.96*0.95=139.612\ \mathrm {psia} \,}
- التربينة

{\displaystyle w_{4}\cdot C_{\mathrm {pt} }(T_{4}-T_{5})=w_{2}\cdot C_{\mathrm {pc} }(T_{3}-T_{2})\,}
{\displaystyle 100*0.697255*(1400-T_{5})=100*0.6111*(603.456-288.15)\,}
{\displaystyle T_{5}=1123.65419\ \mathrm {K} \,}
{\displaystyle P4/P5=(T4/T5)^{{\gamma }_{t}/(({\gamma }_{t}-1).{\eta }_{\mathrm {pt} })}\,}
{\displaystyle P4/P5=(1400/1123.65419)^{1.333/((1.333-1)*0.9)}\,}
{\displaystyle P4/P5=2.65914769\,}
- الأنبوب النفاث

{\displaystyle T_{8}=T_{5}=1123.65419\ \mathrm {K} \,}
{\displaystyle P_{5}=P_{4}/(P_{4}/P_{5})\,}
{\displaystyle P_{5}=139.612/2.65914769=52.502537\ \mathrm {psia} \,}
{\displaystyle P_{8}=P_{5}\cdot (P_{8}/P_{5})\,}
{\displaystyle P_{8}=52.502537*0.99=51.9775116\ \mathrm {psia} \,}
- الفوهة

{\displaystyle P_{8}/p_{0}=51.9775116/14.696=3.53684755\,}
{\displaystyle (P_{8}/p_{\mathrm {8s} })crit=(({\gamma }_{t}+1)/2))^{{\gamma }_{t}/(({\gamma }_{t}-1)}\,}
{\displaystyle (P_{8}/p_{\mathrm {8s} })crit=((1.333+1)/2)^{1.333/(1.333-1)}=1.85242156\,}
 عندما يكون {\displaystyle P_{8}/p_{0}>P_{8}/p_{\mathrm {8s} }\,}, تختنق الفوهة.
- الفوهة المختنقة

{\displaystyle t_{\mathrm {8s} }=T_{8}/(({\gamma }_{t}+1)/2)\,}
{\displaystyle t_{\mathrm {8s} }=1123.65419/((1.333+1)/2)\,}
{\displaystyle t_{\mathrm {8s} }=963.269773\ \mathrm {K} \,}
{\displaystyle p_{\mathrm {8s} }=P_{8}/((T_{8}/t_{\mathrm {8s} })^{{\gamma }_{t}/({\gamma }_{t}-1)})}
{\displaystyle p_{\mathrm {8s} }=51.9775116/(1123.65419/963.269773))^{1.333/((1.333-1))}\,}
{\displaystyle p_{\mathrm {8s} }=28.059224\ \mathrm {psia} \,}
{\displaystyle V_{8}^{2}=2gJC_{pt}(T_{8}-t_{\mathrm {8s} })\,}
{\displaystyle V_{8}^{2}=2*32.174*550*0.697255*(1123.65419-963.269773)=3957779.09\,}
{\displaystyle V_{8}=3957779.09^{0.5}=1989.41677\ \mathrm {ft} /\mathrm {s} \,}
{\displaystyle {\rho }_{\mathrm {8s} }=p_{\mathrm {8s} }/(R\cdot t_{\mathrm {8s} })\,}
{\displaystyle {\rho }_{\mathrm {8s} }=(28.059224*144)/(96.034*963.269773)=0.0436782467\ \mathrm {lb} /\mathrm {ft} ^{3}\,}
ملاحظة: تم الضرب في 144 بوصة مربعة/قدم مربع، للحصول على الكثافة بوحدة باوند/قدم مكعب.
{\displaystyle A_{8}=w_{8}/({\rho }_{\mathrm {8s} }\cdot V_{8})\,}
{\displaystyle A_{8}=(100*144)/(0.0436782467*1989.41677)=165.718701in^{2}\,}
ملاحظة: تم الضرب في 144 بوصة مربعة/قدم مربع، للحصول على المساحة بوحدة بوصة مربعة.
- الدفع الكلي

{\displaystyle F_{g}=C_{\mathrm {x} }((w_{8}\cdot V_{8}/g)+A_{8}(p_{\mathrm {8s} }-p_{0}))\,}
{\displaystyle F_{g}=0.995(((100*1989.41677)/32.174)+(165.718701*(28.059224-14.696)))\,}
{\displaystyle F_{g}=6152.38915+2203.46344\,}
يمثل الشق الأول من المعادلة دفع كمية الحركة، حيث يمثل معظم الدفع الكلي للفوهة. و حيث أن الفوهه اختنقت، فلا يكون الشق الثاني من المعادلة مساويا للصفر.
{\displaystyle F_{g}=8355.85259\ \mathrm {lbf} \,}
- احتكاك سحب الرام

{\displaystyle F_{r}=w_{0}\cdot V_{0}/g\,}
{\displaystyle F_{r}=(100*0)/32.174=0\,}
في هذا المثال، تساوي قوة احتكاك السحب في الرام صفر، لأن المحرك ثابت و بالتالي سرعة الطيران تساوي صفر.
- الدفع الصافي

{\displaystyle F_{n}=F_{g}-F_{r}\,}
{\displaystyle F_{n}=8355.85259-0=8356\ \mathrm {lbf} \,}
للدقة، يتم تقريب الاجابة النهائية فقط.

### استنزاف التبريد
تفترض الحسابات السابقة أن كمية الوقود المتدفقة لغرفة الاحتراق تعوض كمية الهواء المستنزفة من عند الضاغط، لتبريد التربينة. هذه الفرضية غير دقيقة، نظرا لأن الهواء المستنزف يُفرض أنه تم التخلص منه مباشرة (بمروره فوق فوهة الدفع) و لايكون قادرا على المساهمة في قوة دفع المحرك.
في نموذج أداء أكثر تطورا، يمكن اهمال هواء التبريد للصف الأول من ريش التوجيه للتربينه (تقع بعد غرفة الاحتراق مباشرة) بشكل آمن، نظرا لعدم وجود تأثير له على درجة حرارة الدخول للتربينة أو على قوة الدفع الناتجة. و مع ذلك، فإنه يجب تضمين هواء تبريد التربينة في هذا النموذج.
يتم استخراج هواء التبريد من الضاغط، ثم يمر في ممرات ضيقة قبل أن يتم حقنه في قاعدة الريش الدوارة للتربينة. و يمرالهواء المستنزف بالعديد من الممرات المعقدة داخل الريشة لاستخراج الحرارة منها، قبل أن يتم إلقائه في سريان الغاز المجاور لسطح ريشة التربينة.
في نموذج أداء متطور، يتم فرض أن هواء التبريد يخمد سريان الغاز الخارج من التربينة بتقليل درجة حرارته، لكنه أيضا يزيد تدفق كتلته.
{\displaystyle w_{\mathrm {rotorexit} }\cdot C_{\mathrm {pt} }\cdot T_{\mathrm {rotorexit} }=w_{\mathrm {rotorbleed} }\cdot C_{\mathrm {pc} }\cdot T_{\mathrm {rotorbleed} }+w_{\mathrm {rotorentry} }\cdot C_{\mathrm {pt} }\cdot T_{\mathrm {rotorentry} }\,}
{\displaystyle w_{\mathrm {rotorexit} }=w_{\mathrm {rotorbleed} }+w_{\mathrm {rotorentry} }\,}
يتم معاملة هواء تبريد أقراص التربينة بنفس الطريقة التي يعامل بها هواء تبريد الريش. حيث يُفرض أيضا أن هواء تبريد أقراص التربينة لا يشارك في دورة المحرك حتى يمر من خلال صف واحد من الريش (أي أن كتلة هواء التبريد لا يتم أخذها في الحسابات إلا بعد مرورها من صف واحد من ريش التربينة).
و بطبيعة الحال، تُخصم أي كمية هواء يتم استنزافها من كمية الهواء الكلية عند نقطة الاستنزاف في الضاغط. كما أنه يجب تعديل حساب القدرة التي يستهلكها الضاغط عند استنزاف بعض الهواء من بين مراحل الضاغط (كتلة الهواء في الضاغط هتقل فالبتالي هتقل القدرة المستهلكة).

### تحسينات الدورة
يؤدي زيادة نسبة الضغط الكلي للضاغط إلى زيادة درجة حرارة الدخول لغرفة الاحتراق. لذلك، عند تدفق ثابت للوقود والهواء، تزداد درجة حرارة الدخول للتربينة أيضا. و برغم أن ارتفاع درجة الحرارة خلال الضاغط يؤدي إلى انخفاض كبير في درجات الحرارة خلال التربينة (الانخفاض في الفرق بين درجة حرارة الدخول و الخروج، أي استهلاك الضاغط لقدرة أكبر، و ليس انخفاض لدرجة حرارة الخروج من التربينة لأنها ثابتة، بينما الارتفاع يحدث في درجة حرارة الدخول)، إلا أن درجة حرارة الفوهة لا تتأثر لأنه يتم اضافة نفس كمية الحرارة للنظام الكلي. و مع ذلك، يكون هناك ارتفاع في نسبة الضغط في الفوهة، لأن نسبة التمدد في التربينة تزيد بقليل عن نسبة الضغط الكلي، و بالتالي يزداد الدفع الصافي و يؤدي لانخفاض الاستهلاك النوعي للوقود (تدفق الوقود/الدفع الصافي).
لذلك تستطيع المحركات النفاثة تحقيق استهلاك أفضل للوقود من خلال زيادة نسبة الضغط الكلي ودرجة حرارة الدخول للتربينة بشكل متناسب.
و مع ذلك، يتطلب الأمر أيضا مواد أفضل تصنع منها التربينة، و تبريد أفضل للريش حتى تتحمل الزيادة في كل من درجة حرارة الدخول للتربينة و درجة حرارة الغاز الخارج من الضاغط. كما تتطلب زيادة درجة حرارة الخروج من الضاغط، استخدام مواد أفضل لصناعة الضاغط. قد تؤدي أيضا زيادة درجة حرارة الاحتراق إلى زيادة انبعاثات أكاسيد النيتروجين، التي ترتبط بحدوث الأمطار الحامضية بعد ذلك.
عندما تضاف مرحلة أخيرة للضاغط لزيادة نسبة الضغط الكلي، لا يتطلب ذلك زيادة سرعة العمود الدوار، لكنه يؤدي لخفض حجم المحرك، و يتطلب تغيير التربينة لأخرى تتناسب مع الانخفاض في كمية الغاز المتدفق، الأمر الذي يكون مكلفا.
على النقيض، عند إضافة مرحلة صفرية للضاغط (تضاف في مقدمة الضاغط) لزيادة نسبة الضغط الكلي، سيتطلب ذلك زيادة في سرعة العمود الدوار (لتحقيق نفس رقم ماخ عند قمة الريش في المراحل الأساسية للضاغط، لأن درجة حرارة الخروج من هذه المراحل تكون أكبر من المرحلة الأولى، و عندما ترتفع درجة الحرارة تزداد سرعة الصوت فيقل رقم ماخ، لذلك يجب زيادة سرعة المائع المتدفق بزيادة سرعة الدوران للمحافظة على ثبات قيمة رقم ماخ). و تؤدي الزيادة في سرعة دوران العمود الدوار إلى زيادة الاجهادات الناتجة عن قوى الطرد المركزي على كل من ريش و قرص التربينة. و مع زيادة درجة حرارة الغاز الساخن و هواء التبريد القادم من الضاغط، يؤدي كل ذلك إلى قصر العمر الافتراضي للتربينة، أو تطوير المواد المصنوعه منها لكي تتحمل درجات الحرارة. يؤدي أيضا إضافة مرحلة صفرية للضاغط، إلى زيادة كمية الهواء المتدفق للمحرك، مما يؤدي لزيادة الدفع الصافي.
في حالة انه تم زيادة نسبة الضغط الكلي باستخدام الديناميكا الهوائية (تحسين في تصميم الريش من وجهة نظر الديناميكا الهوائية)، قد يكون من المحتمل تطلب ذلك زيادة سرعة دوران العمود الدوار ، مما سيؤثر أيضا على الاجهادات الواقعة على ريش وقرص التربينة، و على العمر الافتراض لموادها.

### أنواع أخرى من محرك التربينة الغازية
تتشابه صيغ حسابات نقطة التصميم للأنواع الأخرى من محرك التربينة الغازية مع الحسابات السابقة للمحرك النفاث التوربيني أحادي العمود الدوار.
تحتوي حسابات نقطة التصميم للمحرك النفاث التوربيني ثنائي العمود الدوار، على شقين لحسابات الانضغاط، أحدهما يختص بمراحل الضغط المنخفض في الضاغط ، و الآخر يتعامل مع مراحل الضاغط ذات الضغط المرتفع. و بالمثل في حسابات التربينة يوجد شقين، أحدهما لمراحل الضغط المنخفض من التربينة و الآخر لمراحل الضغط المرتفع.
في المحرك التوربيني المروحي ثنائي العمود الدوار الغير مختلط (في المحركات التوربينية المروحية الغير مختلطة، تستنزف كمية من الهواء في البداية، تُسمى بنسبة الالتفافية، و تمر في مجرى خارجي في هيكل المحرك أي أنها لا تمر بالضاغط ولا غرفة الاحتراق ولا التربينة، ثم تمر في من فوهة تُسمى بالفوهة الباردة أو فوهة نسبة الالتفافية، فتزود الدفع لأنها تسببت في زيادة كمية التدفق، و تقلل استهلاك الوقود) تُستبدل حسابات المراحل ذات الضغط المنخفض في الضاغط، بحسابات الانضغاط عند مركز و قمة المروحة. و تستمد هذه الأجزاء قدرتها من مرحلة الضغط المنخفض من ا لتربينة. بعد ذلك، يتم حساب الضغط المفقود في القناه التي تمر فيها نسبة الهواء الالتفافية. و يتم حساب قوة الدفع الصافي بخصم قوة احتكاك السحب للرام عند مدخل المحرك من مجموع قوى الدفع للفوهة الساخنة (الفوهة التي تمر فيها الغازات الخارجة من التربينة) و الدفع الناتج عن نسبة الهواء الالتفافية.
أما في المحركات التوربينية المروحية ثنائية العمود الدوار المختلطة، تتشابه حسابات نقطة التصميم بشكل كبير مع حسابات حالة عدم الاختلاط (في المحركات المختلطة، تخرج نسبة الالتفافية عند مدخل الفوهة و تختلط مع تدفق الغاز القادم من التربينة)، فيما عدا أن حساب فوهة نسبة الالتفافية يستبدل بحساب خلاط (النقطة التي يخلط عندها تدفق نسبة الالتفافية مع تدفق الغاز الرئيسي)، حيث يتم فرض تساوي الضغط الساكن لكل من تدفق نسبة الالتفافية و التدفق الرئيسي عند سطح الاختلاط.

## خارج التصميم

### معلومات عامة
يقال أن المحرك يعمل خارج نقطة التصميم لو حدث التالي:
1)تغيير اعداد الخنق.
2)تغيير الارتفاع
3)تغيير سرعة الطيران.
4)تغير الظروف الجوية.
5)تغير حالات التشغيل للمحرك (كزيادة ضغط الدخول).
6)تغير شكل المحرك.

ومع ذلك، فإن كل نقطة خارج التصميم تنطبق عليها حسابات نقطة التصميم، و تكون الدورة الناتجة (غالبا) لها نفس أبعاد التربينة والفوهة مثل التي في نقطة التصميم. و بكل وضوح، لا يمكن أن يزداد أو ينخفض تدفق المائع عن الحد المسموح به في الفوهة النهائية، و تنطبق هذه القاعدة أيضا على ريش التوجيه للتربينة، التي تتصرف كانها فوهات صغيرة.

### حساب مبسط لنقطة خارج التصميم

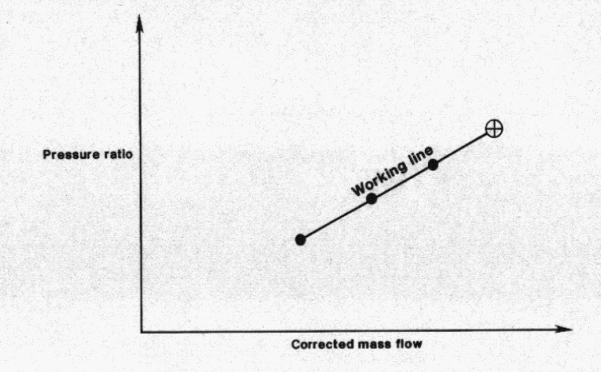
خط يوضح عمل ضاغط مثالي، تم رسمه باستخدام حساب مبسط لنقطة خارجة التصميم.

تتم حسابات نقطة التصميم عادة باستخدام برنامج حاسوبي. و يمكن أن يُستخدم نفس البرنامج لخلق نموذج مبسط لنقطة خارج التصميم، عن طريق إضافة دورة حساب تكرارية.
في الحسابات التكرارية، يتم إجراء الحساب بأخذ قيم تخمينية للمتغيرات. و في نهاية الحساب، يتم تحليل قيم شروط المعادلة، ثم يتكرر الحساب لتحسين القيم و تقليل الخطأ. و يتم تكرار الحساب باستخدام القيم الجديدة للمتغيرات التي تم الحصول عليها، و يستمر التكرار حتى تقل نسبة الخطأ إلى القيمة المسموح بها (1% على سبيل المثال). (تسمى هذه الطريقة رياضيا بأسلوب المحاولة و الخطأ، أي أنك تقوم بفرض قيم للمتغيرات ثم في نهاية الحسابات تستخدم القيم الجديدة و تكرر الحساب مرة أخرى حتى تصل للدقة المطلوبة).
متغيرات العملية التكرارية
الثلاثة متغيرات التالية هي المتغيرات اللازمة لاجراء عملية حساب تكرارية لمحرك نفاث توربيني أحادي العمود الدوار، و تعتبر مفتاح متغيرات التصميم:
1)دالة لتدفق الوقود في غرفة الاحتراق، و على سبيل المثال قد تكون مرتبطة بدرجة حرارة الدخول للتربينة.
2)كمية تدفق الكتلة الصحيحة للمحرك. {\displaystyle w_{\mathrm {2cor} }\,}
3)نسبة ضغط الضاغط. {\displaystyle P_{3}/P_{2}\,}
شروط العملية التكرارية (مطابقة الكميات)
تتكون الثلاثة شروط المفروضة من الاتي:
1) رقم ماخ الذي يعمل عليه المحرك، و أثر ذلك على قوة الدفع أو كتلة الوقود أو درجة حرارة الدخول للتربينة، و يرمز لهم بالرموز التالية على الترتيب.{\displaystyle Fn\,} {\displaystyle w_{\mathrm {fe} }\,} {\displaystyle T_{3}\,},
2) مساحة الفوهة. {\displaystyle A_{\mathrm {8calc} }\,} vs {\displaystyle A_{\mathrm {8despt} }\,}
3) سعة التدفق للتربينة {\displaystyle w_{\mathrm {4corcalc} }\,} vs {\displaystyle w_{\mathrm {4cordespt} }\,}
يجب تحقيق آخر شرطين لأنهما شروط فيزيائية، بينما الشرط الأول هو مجرد قياس للخنق.
ملاحظة: التدفق الصحيح هو التدفق الذي كان سيمر في جهاز ما، لو تساوى ضغط الدخول و درجة الحرارة مع الظروف المحيطة عند مستوى سطح البحر، في يوم قياسي.
النتائج
الرسم البياني السابق هو نتاج للعديد من الحسابات لنقاط خارج التصميم، ليوضح تأثير حيود المحرك النفاث عن نقطة التصميم. و يعرف الخط الموضح بالرسم أنه خط تشغيل الضاغط عند الحالة المستقرة. في معظم مدى الخنق، تعمل التربينة في المحرك النفاث بين مستويات حدوث الاختناق. حيث يختنق كل حلق للتربينة بالاضافة للفوهة النهائية. و بالتالي تبقى نسبة الضغط للتربينة ثابتة قيمة ثابتة للنسبة بين فرق درجات الحرارة خلال التربينة و درجة حرارة الدخول للتربينة. و حيث أن درجة حرارة الدخول للتربينة تنخفض مع الخنق عادة، لذلك يجب أن يقل فرق درجات الحرارة خلال التربينة. و مع ذلك، فإن التغير في درجات الحرارة خلال الضاغط، يتناسب مع التغير في درجات الحرارة خلال التربينة. و بالتالي فإن النسبة بين فرق درجات الحرارة خلال الضاغط، و درجة حرارة الدخول للضاغط، يجب أن تقل أيضا، مسببه بذلك انخفاض نسبة الضغط خلال الضاغط. يجب أن يكون هناك انخفاض في التدفق الصحيح الداخل للضاغط، بانخفاض نسبة الضغط. لذلك، يكون لخط عمل الضاغط عند الحالة المستقرة، ميل موجب، كما هو موضح بالرسم البياني السابق.
النسبة بين درجة حرارة الدخول للتربينة و درجة حرارة الدخول للضاغط ( {\displaystyle RIT/T_{1}\,}) هي الكمية التي تحدد مقدار الخنق للمحرك. لذلك، على سبيل المثال، عند زيادة درجة الحرارة الكلية عند الدخول للمحرك عن طريق زيادة سرعة الطيران، و ذلك عند ثبات درجة حرارة الدخول للتربينة {\displaystyle RIT\,} ، سيؤدي ذلك لحدوث خنق في المحرك حتى يصل لتدفق أقل أو نسبة ضغط أقل.
بكل وضوح، يفقد المحرك جزء من الدفع الصافي له، عندما يحدث له خنق. و هذا الفقد في الدفع يرجع إلى الانخفاض في تدفق كتلة الهواء، بالاضافة لانخفاض درجة حرارة الدخول للتربينة، و كذلك أداء أجزاء المحرك.
الحساب المبسط لنقطة خارج التصميم، كما تم توضيحه في السابق، غير صحيح بعض الشئ، حيث أنه يفترض الآتي:
1) لا يوجد تغير في كفاءة الضاغط والتربينة، عند تغير الخنق.
2) لا يحدث تغيير في الضغط المفقود عند تغير كمية التدفق الداخلة لجزء ما من المحرك.
3) لا يوجد تغير في كمية التدفق للتربينة أو في معامل التفريغ للفوهة عند تغير الخنق.
وعلاوة على ذلك ، ليس هناك ما يشير عن السرعة النسبية للعمود الدوار، أو حد حدوث الضغط الخلفي للضاغط.

### حساب معقد لنقطة خارج التصميم

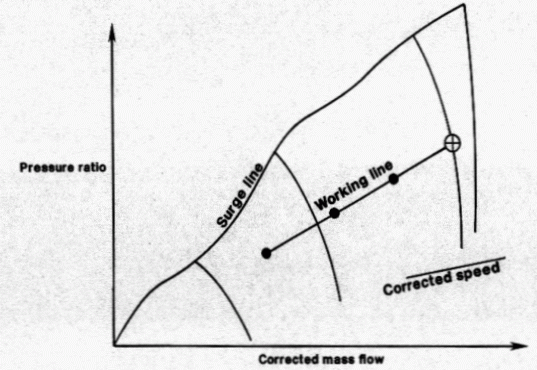
خط يوضح عمل ضاغط نموذجي، تم رسمه باستخدام حسابات معقدة لنقطة خارج التصميم

يمكن خلق نموذج أكثر دقة لنقطة خارج التصميم، عن طريق استخدام خرائط الضاغط ‏ و خرائط التربينة ‏، للتتنبأ بتدفق الكتلة الصحيح للنقطة الخارجة عن التصميم، بالاضافة إلى نسب الضغط و الكفاءات و السرعات النسبية للعمود الدوار...إلخ. و يمكن تحقيق مزيد من القدرة، بالسماح للضغط المفقود في جزء ما من المحرك عند نقطة الخروج عن التصميم، بأن يتغير مع تدفق الكتلة الصحيح، أو رقم ماخ...إلخ.
و تتشابه هذه العملية التكرارية مع العملية التكرارية البسيطة لنقطة خارج التصميم.
متغيرات العملية التكرارية
مرة أخرى، يستلزم ثلاثة متغيرات للمحرك النفاث التوربيني أحادي العمود الدوار:
1) دالة تعبر عن تدفق الوقود لغرفة الاحتراق، مثل درجة حرارة الدخول للتربينة {\displaystyle RIT\,}
2) السرعة الصحيحة ‏ للضاغط. يرمز لها {\displaystyle N_{\mathrm {cor} }\,}
3) متغير مستقل يدل على نقطة تشغيل الضاغط على خط السرعة، مثل {\displaystyle {\beta }\,}.
إذن، تستبدل السرعة الصحيحه للضاغط محل تدفق الكتلة الصحيح للمحرك، و تستبدل بيتا نسبة الضغط للضاغط.
شروط العملية التكرارية
تتشابه الشروط الثلاثة مع الشروط المذكورة سابقا:
1) رقم ماخ الذي يعمل عليه المحرك، و أثر ذلك على قوة الدفع أو كتلة الوقود أو درجة حرارة الدخول للتربينة، و يرمز لهم بالرموز التالية على الترتيب {\displaystyle F_{n}\,} ، {\displaystyle w_{\mathrm {fe} }\,}، {\displaystyle T_{\mathrm {3} }\,}.
2) مساحة الفوهة {\displaystyle A_{\mathrm {8geometricdesign} }\,} مقابل {\displaystyle A_{\mathrm {8calc} }/C_{\mathrm {dcalc} }\,}
3)كمية التدفق للتربينة {\displaystyle w_{\mathrm {4corcalc} }\,} مقابل {\displaystyle w_{\mathrm {4corturbchar} }\,}
أثناء الحساب المعقد لنقطة خارج التصميم، يتم تخمين نقطة تشغيل الضاغط على خريطة الضاغط ( بدلالة {\displaystyle N_{\mathrm {cor} }\,} و {\displaystyle {\beta }\,}) للحصول على قيمة تقريبية لتدفق الكتلة في الضاغط و نسبة الضغط و الكفاءة. بعد انتهاء حسابات الاحتراق، تُستخدم سرعة العمود الدوار الناتجة في تقدير السرعة الصحيحة للتربينة (و يرمز لها {\displaystyle N_{\mathrm {turbcor} }\,}). عادة ما تستخدم القدرة المطلوبة من التربينة و كمية التدفق عند الدخول و كذلك درجة الحرارة، لتقدير النسبة بين مقدار التغير في المحتوى الحراري للغاز في التربينة و درجة حرارة الدخول (أي {\displaystyle ({\delta }H/T)_{\mathrm {turb} }\,}). بعد ذلك، تُستخدم المعاملات التقريبية لسرعة التربينة و النسبة بين التغير في المحتوى الحراري ودرجة حرارة الدخول للتربينة، للدخول لخريطة التربينة و حساب التدفق الصحيح في التربينة ({\displaystyle w_{\mathrm {4corturbchar} }\,})
والكفاءة (أي {\displaystyle {\eta }_{\mathrm {pt} }\,}). يستمر بعد ذلك الحساب بنفس الطريقة المعتاده في الفوهة و الأنبوب النفاث. إن لم تكن شروط العملية التكرارية ضمن الدقة المطلوبة، يتم تخمين قيم جديدة للمتغيرات و بدأ العملية من جديد.
الرسم البياني على خريطة LHs هو نتاج لحسابات عديدة خارج التصميم، ليظهر تأثير حيود المحرك النفاث عن حالة نقطة التصميم له. و يشبه خط العمل لخط العمل الموضح في الرسم السابق لكنه مرسوم على خريطة الضاغط الآن و يدل على سرعة العمود الدوار الصحيحة وعند حدوث الضغط الخلفي للضاغط.

### نموذج أداء
مهما كان تطور برنامج حساب نقطة خارج التصميم، فأنه لايستخدم فقط للتنبأ بأداء المحرك عند نقطة خارج التصميم، لكنه يساهم أيضا في عملية التصميم (بتقدير السرعات القصوى للعمود الدوار، الضغوط، درجات الحرارة..إلخ. حتى يدعم أجزاء المحرك). قد تصمم بعض النماذج الأخرى لمحاكاة التصرف الفردي لمكونات المحرك.

### أثار التركيب
في أكثر الأحيان, يكون حساب نقطة التصميم لمحرك غير مركب في طائرة. تظهر أثار التركيب غالبا عند الحالات الخارجة عن نقطة التصميم، و تعتمد على التطبيق المستخدم فيه المحرك.
يتعرض محرك مركب بشكل جزئي، للأثار التالية:
أ) يعوض ضغط الدخول للمحرك (تعويض في الضغط نتيجة الفقد الذي حدث) بنسبة أقل من 100%.
ب) يُستنزف الهواء من نظام الانضغاط من أجل تكييف مقصورة القيادة و تبريد الأجهزة الإلكترونية المتعلقة بالطيران.
ج) تستمد مضخة الزيت و الوقود القدرة المطلوبة من عمود الدوران للضغط المرتفع.
بالاضافة لذلك، في المحرك المثبت بالكامل في الطائرة، تؤدي مفاقيد احتكاك السحب (احتكاك سريان المائع بالأجزاء) للحد من فعالية الدفع الصافي للمحرك.
1) تسبب كمية الهواء المتسرب من مدخل الهواء، بحدوث احتكاك سحب.
2) يمكن لغازات العادم الساخنة الخارجة من الفوهة الساخنة، أن تتسبب بتأكل السطح الخارجي لسدادة الفوهة و تحدث احتكاك سحب.
3) إذا كان المحرك النفاث من النوع التوربيني المروحي المستخدم في الأغراض المدنية، يمكن لنسبة الالتفافية أن تحتك مع الغطاء الخارجي للمولد الغازي، و الجزء البارز منه الذي يثبته في الهيكل، محدثة احتكاك سحب.
يعطي الدفع الصافي لأنبوب التدفق، بخصم قوى احتكاك السحب من الدفع الصافي المحسوب سابقا.
يوجد تأثير آخر لتركيب المحرك:
يحتك التدفق الحر للهواء مع الغطاء الخارجي للمروحة و الجزء الذي يثبتها بالجناح، محدثا بذلك احتكاك سحب. بخصم قيمة هذا الاحتكاك من الدفع الصافي لأنبوب التدفق، تنتج القوة التي يؤثر بها المحرك على هيكل الطائرة.
في الاستخدامات العسكرية، يكون المحرك بداخل هيكل الطائرة، لذلك ينطبق عليه البعض فقط من الأثار السابق ذكرها.

### نموذج مؤقت
حتى الآن قمنا بفحص أداء نماذج حالة السريان المستقر.
يُمكن تطوير نموذج مؤقت، بعمل تعديلات بسيطة في حساب نقطة خارج التصميم. يتم فرض أن التسارع المؤقت (أو التباطئ) يحدث في عدد كبير من الفترات الزمنية القصيرة، على سبيل المثال، 0.01 ثانية. وأثناء كل فترة زمنية، يتم فرض ثبوت سرعة العمود الدوار لحظيا. لذلك، في الحساب المعدل لنقطة خارج التصميم، تكون سرعة العمود {\displaystyle N\,} ثابتة، ويحل بدلا منها متغير جديد يُسمى القدرة الفائضة للتربينة {\displaystyle {\delta }P_{w}\,}. بعد إجراء العمملية الحسابية التكرارية، تُستخدم قيمة القدرة الفائضة للتربينة، لتقدير التغير الحادث في سرعة العمود الدوار.
تسارع عزم الدوران = بالقصور الذاتي لعمود الدوران * العجلة الزاوية لعمود الدوران
{\displaystyle {\delta }\,{\tau }\,} =
{\displaystyle I\,} {\displaystyle K\,} {\displaystyle dN\,} /{\displaystyle dt}
بإعادة ترتيب المعادلة، تصبح:
{\displaystyle dN\,} = ( {\displaystyle {\delta }\,{\tau }\,}/( {\displaystyle I\,} {\displaystyle K\,} )) {\displaystyle dt\,}
لكن:
{\displaystyle {\delta }P_{w}\,} = {\displaystyle 2\,} {\displaystyle {\pi }\,} {\displaystyle N\,} {\displaystyle {\delta }\,{\tau }\,} /{\displaystyle K_{1}\,}
لذلك:
{\displaystyle dN\,} = ({\displaystyle K_{1}\,} {\displaystyle {\delta }P_{w}\,}/ ( {\displaystyle 2\,} {\displaystyle {\pi }\,} {\displaystyle I\,} {\displaystyle N\,} {\displaystyle K\,})) {\displaystyle dt\,}
أو بالتقريب:
{\displaystyle {\delta }N\,} = ({\displaystyle K_{2}\,} {\displaystyle {\delta }P_{w}\,} / ({\displaystyle I\,} {\displaystyle N\,})) {\displaystyle {\delta }t\,}
يستخدم هذا التغير في سرعة العمود الدوار لحساب السرعة الجديدة للعمود الدوار (ثابتة لحظيا أيضا) في الفترة الزمنية التالية:
{\displaystyle N_{\mathrm {new} }\,} = {\displaystyle N_{\mathrm {old} }\,} + {\displaystyle {\delta }N\,}
وتكرر نفس الخطوات في الفترة الزمنية الجديد، حيث:
{\displaystyle t_{\mathrm {new} }\,} = {\displaystyle t_{\mathrm {old} }\,} + {\displaystyle {\delta }t\,}
تكون نقطة بداية النموذج المؤقت ذات حالة مستقرة (مثال: عند مستوى سطح البحر). و يتم إدخال ميل تدفق الوقود على الزمن، على سبيل المثال، إلى النموذج المؤقت لمحاكاة التسارع العنيف (التسارع العنيف أو المفاجئ، يحدث عند تحريك رافعة التحكم في القدرة بسرعة، مما يؤدي لخطورة تكون لهب غني بالوقود، إن تم حقن المحرك بالوقود قبل أن يسحب الضاغط كمية الهواء المناسبة، لتحقيق نسبة الهواء إلى الوقود المناسبة للتشغيل) بالوقود للمحرك (أو التباطئ). في البداية، يتم إجراء حساب النموذج المؤقت عند زمن صفر، مع تدفق مستقر للوقود إلى المحرك، الذي يجب أن يعطي القدرة الفائضة من التربينة، مساوية للصفر. وطبقا للتعريف، يجب أن يعطي أول حساب للنموذج المؤقت، نقطة بداية الحالة المستقر. ثم يتم حساب تدفق الوقود للزمن الجديد {\displaystyle tnew\,} من ميل تدفق الوقود، ويستخدم لمراجعة مطابقة المحرك لذلك في حساب العملية التكرارية التالية للنموذج المؤقت. ويتم تكرار هذه العملية حتى تكتمل المحاكاة المؤقتة.
يجب الملاحظة أن النموذج المؤقت المذكور سابقاً هو نموذج مبدئي لحد ما، حيث أنه يأخذ بعين الاعتبار تأثيرات عزم القصور الذاتي، بينما يهمل تأثيرات أخرى. على سبيل المثال، طبقا للشروط المؤقتة، ليس بالضرورة أن يتساوى تدفق الكتلة الداخل إلى حجم ما (الأنبوب النفاث مثلا) مع تدفق الكتلة الخارج منه، مما يعني أن هذا الحجم قد يتصرف كمجمع أو مخزن أو مفرغ للغاز. بالمثل، يمكن لجزء من هيكل المحرك (جدار الفوهة مثلا)، أن يستخرج أو يضيف الحرارة إلى تدفق الغاز، مما سيؤثر على درجة حرارة التدفق الخارج من هذا الجزء.
أثناء التسارع العنيف لمحرك نفاث توربيني أحادي عمود الدوران، يحيد خط عمل الضاغط عن خط عمل الحالة المستقرة، ويتخذ مسارا منحنيا نحو نقطة التعطل (نقطة حدوث الضغط الخلفي)، لكنه يعود ببطئ إلى خط الحالة المستقرة، عندما تصل قيمة تدفق الوقود إلى قيمة أكبر ضمن الحالة المستقرة. أثناء بداية التدفق الزائد للوقود، يمنع القصور الذاتي للعمود الدوار من أن يتسارع بشكل مفاجئ. وبطبيعة الحال، فإن التدفق الزائد للوقود يرف درجة حرارة الدخول للتربينة {\displaystyle RIT\,}. حيث أن التربينة تعمل بين مستويين للاختناق ( حلق التربينة وحلق الفوهة)، تظل نسبة الضغط للتربينة، ونسبة الانخفاض في درجة الحرارة/درجة حرارة الدخول للتربينة{\displaystyle \triangle T_{\mathrm {turb} }/RIT\,} ثابتة تقريبا. وعندما تزيد درجة حرارة الدخول للتريبنة{\displaystyle RIT\,}، يجب أيضا أن يزيد كل من فرق درجات الحرارة خلال التربينة، والقدرة الناتجة من التربينة. وتؤدي هذه القدرة الزائدة للتربينة إلىزيادة ارتفاع درجات الحرارة خلال الضاغط مما يزيد نسبة الضغط في الضاغط أيضا. عندما تتغير السرعة المصححه للضاغط، تميل نقطة التشغيل للتحرك صعودا على طول خط ثبات السرعة المصححه. وبمرور الوقت، يبدأ عمود الدوران بالتسارع وينتهي التأثير المذكور سابقا.
أثناء التباطؤ العنيف، يحدث العكس، حيث يتحرك خط العمل المؤقت للضاغط أسفل خط الحالة المستقرة.
يتشابه السلوك المؤقت لعمل ضاغط الضغط المرتفع للمحرك التوربيني المروحي مع سلوك المحرك النفاث التوربيني أحادي العمود الدوار، المذكور سابقا.

## برامج الأداء الحاسوبية
على مدى السنين، تم تطوير العديد من البرمجيات لتقدير أداء الأنواع المختلفة من محرك التربينة الغازية عند ظروف العمل عند نقطة التصميم و خارج التصميم و النقط المؤقتة. معظم هذه البرمجيات تستخدم فقط بواسطة المصنعين المختلفين لمحركات الطائرات، لكن أيضا يوجد العديد من البرمجيات المتاحه للعامه، منها على سبيل المثال
- NPSS http://www.npssconsortium.org
- GasTurb http://www.gasturb.de
- EngineSim http://www.grc.nasa.gov/WWW/K-12//airplane/ngnsim.html
- GSP https://web.archive.org/web/20170122140825/http://gspteam.com/).

## مخطط هاسك

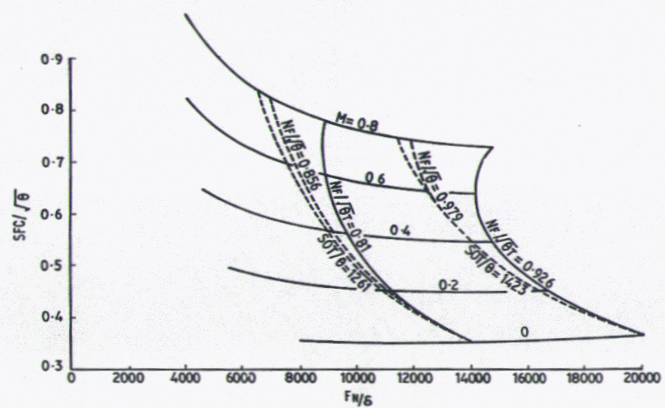
مخطط هاسك

مخطط هاسك هو طريقة موجزى لتلخيص أداء المحرك النفاث. في الأجزاء التالية، سيتم وصف كيفية صنع المخطط، و كيف يمكن استخدامه.

### حلقات الدفع/الاستهلاك النوعي للوقود
يعرف الاستهلاك النوعي للوقود (يختصر بالرموز SFC) على أنه النسبة بين تدفق الوقود/ الدفع الصافي، و يعتبر عامل مهم يعكس الكفاءة الحرارية الكلية (أو كفاءة الوقود) للمحرك.
عند خنق المحرك، يحدث تغيير في الاستهلاك النوعي للوقود بالنسبة للدفع الصافي، وذلك بسبب التغيرات في دورة المحرك (على سبيل المثال: انخفاض نسبة الضغط الكلي) و التغيرات في أداء أجزاء المحرك.
و عندما يُرسم ذلك بيانيا، يعرف المنحنى الناتج بحلقة الدفع/الاستهلاك النوعي للوقود. يمكن صنع مجموعة من هذه المنحنيات عند ظروف مستوى سطح البحر أو ظروف يوم مثالي، عند مدى من سرعات الطيران. و يمكن صنع مخطط هاسك باستخدام هذه المجموعة من المنحنيات.قشر مؤامرة (RHS) يمكن تطويرها باستخدام هذه العائلة من المنحنيات. يرمز لمقياس الدفع الصافي {\displaystyle Fn/{\delta }\,} ، حيث {\displaystyle {\delta }\,} هي الضغط المحيط النسبي, في حين ان مقياس الاستهلاك النوعي للوقود يرمز له {\displaystyle SFC/{\sqrt {\theta }}\,} ، حيث {\displaystyle {\theta }\,} هي درجة الحرارة المحيطة النسبية.
يمكن استخدام المخطط الناتج لتقدير الدفع الصافي للمحرك و الاستهلاك النوعي للوقود، عند أي ارتفاع أو سرعة الطيران و المناخ، على مدى مختلف من اعدادت الخنق.
باختيار نقطة على المخطط يتم حساب الدفع الصافي على النحو التالي:
{\displaystyle Fn=(Fn/{\delta })\cdot {\delta }}
ينخفض الدفع الصافي بشكل واضح مع الارتفاع، بسبب الانخفاض في الضغط المحيط.
يتم حساب الاستهلاك النوعي للوقود المقابل للدفع الصافي المحسوب كالتالي:
{\displaystyle SFC=(SFC/{\sqrt {\theta }})\cdot {\sqrt {\theta }}}
عند نقطة معطاه على مخطط هاسك، ينخفض الاستهلاك النوعي للوقود مع انخفاض درجة الحرارة المحيطة (مثال: تنخفض الحرارة بسبب زيادة الارتفاع أو مناخ أكثر بروده). يرجع السبب الأساسي لزيادة الاستهلاك النوعي للوقود مع سرعة الطيران إلى الزيادة الضمنية في احتكاك السحب في ناشر الدخول للمحرك.
برغم أن مخطط هاسك، طريقة موجزة لوصف أداء المحرك النفاث، إلا أن التوقعات الناتجة عند ارتفاع ما، تكون متفائلة قليلا. على سبيل المثال, لأن درجة الحرارة المحيطة تظل ثابتة فوق ارتفاع 11000 متر، إذن عند نقطة لا بُعدية لن يظهر مخطط هاسك أي تغيير في الاستهلاك النوعي للوقود مع زيادة الارتفاع. في الواقع، سيكون هناك زيادة طفيفة مستقرة في الاستهلاك النوعي للوقود، بسبب انخفاض رقم رينولدز.

### الانخفاض المؤقت للدفع
يرتبط الدفع الصافي الاسمي للمحرك النفاث عادة بمستوى سطح البحر الثابت، سواء للمقياس الجو الدولي أو في حالة يوم حر (مثال: المقياس الجوي الدولي+10 درجة سليزيوس). على سبيل المثال، محرك جي إي90-76بي لديه عند الاقلاع دفع ثابت يلغ 76000 باوند قوة (360 كيلو نيوتن) عند مستوى سطح البحر الثابت، مقياس الدولي+15درجة سيليزيوس.
بطبيعة الحال،ينخفض الدفع الصافي مع الارتفاع بسبب انخفاض كثافة الهواء، و بسبب تأثير سرعة الطيران أيضا.
في البداية عندما تكتسب الطائرة سرعة أسفل مدرج الاقلاع، يرتفع كل من الضغط ودرجة الحرارة ارتفاع قليل في الفوهة، بسبب أن الزيادة في احتكاك السحب في الرام (الرام: هو ناشر يزود الضغط قبل مدخل المحرك) عند مدخل المحرك تكون قليلة. كما سيكون أضا هناك زيادة قليلة في تدفق كتلة الهواء. و بالتالي، في البداية فقط يزداد الدفع الصافي للفوهة مع سرعة الطيران. لكن مع ذلك، بسبب أن المحرك محرك متنفس للهواء (أي محرك يسحب الهواء كمؤكسد، على عكس المحركات الصاروخية)، يكون هناك مفاقيد لسحب الهواء من الجو. و تعرف هذه المفاقيد باحتكاك السحب للرام. و برغم أن هذه المفاقيد تساوي صفر عند الظروف الثابتة، إلا أنها تزداد سريعا مع سرعة الطيران، مسببة بذلك انخفاض الدفع الصافي للطائرة.
حينما ترتفع سرعة الطيران بعد الاقلاع، يبدأ ارتفاع الاحتكاك في الرام عند مدخل المحرك، بالتأثير على ضغط أو درجة حرارة الفوهة و تدفق الهواء لمدخل المحرك، مسببا زيادة الدفع الكلي للفوهة بشكل سريع. و يبدأ ذلك الآن، بخفض تأثير احتكاك السحب المتزايد للرام، و يؤدي في النهاية لزيادة الدفع الصافي.
في بعض المحركات، يكون الدفع الصافي عند رقم ماخ 1 على سبيل المثال، عند مستوى سطح البحر، أكبر قليلا من الدفع الساكن. لكن مع زيادة رقم ماخ عن 1، ومع تصميم مدخل المحرك لسرعة أقل من سرعة الصوت، تبدأ المفاقيد الناتجة عن الموجة الصادمة (يحدث فقد في الضغط) بخفض الدفع الصافي، لكن مع استخدام تصميم فوق سرعة الصوت لمدخل المحرك، يمكن حدوث انخفاض أقل في الضغط عند المدخل، مما يسمح باستمرار الدفع الصافي بالزيادة في حالة تخطي سرعة الصوت.
يعتمد الانخفاض المؤقت للدفع الذي تم وصفه سابقا، على القيمة التصميمية للدفع النوعي، و لدرجة ما على كيفية تأثر المحرك بدرجة الحرارة عند المدخل. هناك ثلاثة طرق محتملة لتقييم المحرك، ظهرت بناءا على مخطط هاسك السابق. أول طريقة هي أنه يمكن تقييم المحرك بناءا على درجة حرارة الدخول للتربينة، و تظهر ذلك على مخطط هاسك بالرمز {\displaystyle SOT/{\theta }\,}. الطريقة الثانية هي أنه يمكن فرض سرعة ميكانيكية ثابتة لعمود الدوران و يرمز لها على مخطط هاسك {\displaystyle N_{F}/{\sqrt {\theta }}\,}. أما الطريقة الأخيرة فهي استخدام سرعة مصححة ثابتة للضاغط، و تظهر على مخطط هاسك كالتالي {\displaystyle N_{F}/{\sqrt {\theta }}_{T}\,}. إن تغير الدفع الصافي مع رقم ماخ للطيران، يمكن رؤيته بوضوح على مخطط هاسك.

### اتجاهات أخرى
يمكن أن يُستخدم مخطط هاسك ليشير إلى اتجاهات أو دلالات معينه في العوامل التالية:
1) درجة حرارة دخول التربينة
{\displaystyle SOT=(SOT/{\theta })\cdot {\theta }\,}
عندما تنخفض درجة الحرارة المحيطة (بسبب الارتفاع أو برودة المناخ)، يجب أن تنخفض درجة حرارة الدخول للتربينة أيضا، حتى تبقى على نفس النقطة اللابُعدية على مخطط هاسك. و ستبقى أيضا كل المجموعات اللابعدية ثابتة (مثل: التدفق المصحح، أرقام ماخ المحورية و المحيطية، نسب الضغط، الكفاءات...إلح).
2) سرعة العمود الدوار الميكانيكية (السرعة الدورانية)
{\displaystyle N_{F}=(N_{F}/{\sqrt {\theta }})\cdot {\sqrt {\theta }}\,}
مرة أخرى، عندما تنخفض درجة الحرارة المحيطة (بسبب زيادة الارتفاع أو برودة المناخ)، يجب أن تنخفض السرعة الدورانية للعمود الدوار أيضا، حتى تبقى على نفس النقطة اللا بُعدية على مخطط هاسك.
من خلال تعريف السرعة المصححة للضاغط، و التي يرمز لها{\displaystyle N_{F}/{\sqrt {\theta }}_{T}\,}،  يجب أن تظل هذه السرعة ثابتة أيصا عند نقطة لا بُعدية معطاه على مخطط هاسك.

## تصنيف الأداء

### المدني

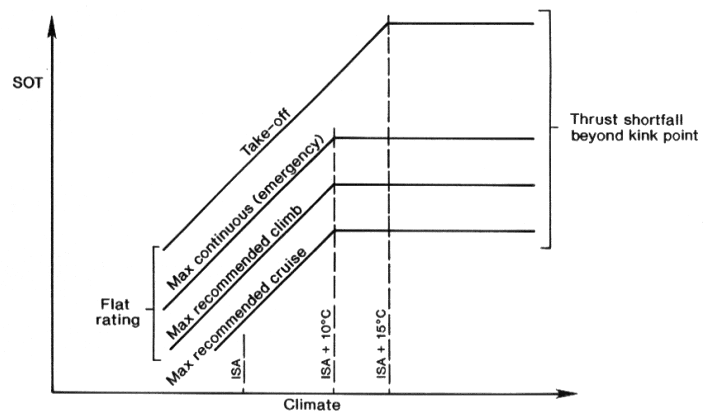
نظام تصنيف مدني نموذجي

في الوقت الحاضر، تصنف المحركات النفاثة المدنية بخطوط تصاعدية مستوية على الدفع الصافي وصولا إلى "نقطة الانعطاف" (ظروف جوية معينة يبدأ الدفع الصافي بالثبات عندها). لذلك عند ظروف جوية معلومه، يظل الدفع الصافي ثابت تقريبا على مدى كبير من درجة الحرارة المحيطة، بزيادة درجة حرارة الدخول لتربينة الضغط المرتفع. و مع ذلك، تبقى درجة حرارة الدخول للتربينة ثابتة بعد نقطة الانعطاف، و يبدأ الدفع الصافي بالانخفاض مع زيادة درجة الحرارة المحيطة. و بالتالي يجب تخفيض حمل الطائرة من الحمولة أو الوقود المخزن.
عادة، تبقى درجة حرارة الدخول للتربينة عند نقطة الانعطاف ثابتة، بغض النظر عن الارتفاع أو سرعة العبور.
بعض المحركات لديها تقييم خاص يعرف باسم " ضربة دنفر". و يتطلب هذا درجة حرارة دخول للتربينة أكبر من المعتاد، من أجل إقلاع طائرة محملة بالكامل من مطار دنفر في شهور الصيف. مطار دنفر حار في الصيف، و تبعد المدرجات أكثر من ميل فوق مستوى سطح البحر. كل من هذه العوامل يؤثر على الدفع الناتج من المحرك

### العسكري

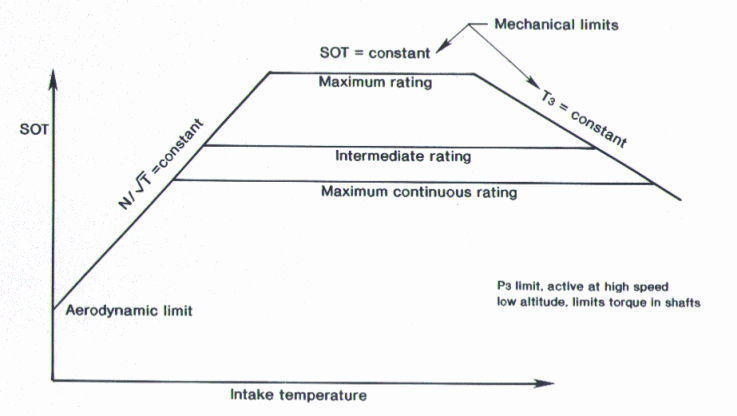
نظام تصنيف عسكري نموذجي

تختلف أنظمة التصنيف المستخدمة في المحركات العسكرية من محرك لمحرك. يظهر على اليسار في الصورة شكل نموذجي للتصنيف العسكري. في مثل هذا التصنيف، يتم مضاعفة الدفع الناتج من دورة المحرك المختار، بينما يتم الحفاظ على الحدود الديناميكية الهوائية و الميكانيكية المفروض على الألات التوربينية. إذا كان هناك دفع كافي لتحقيق مهمة الطائرة في مدى معين من درجات حرارة الدخول، و قد يلجأ مصمم المحرك لتقصير نظام عمل المحرك، لتخفيض درجة حرارة الدخول للتربينة، للحفاظ على عمر المحرك.
عند درجات حرارة الدخول المنخفضة، يميل المحرك للعمل عند الحد الأقصى للسرعة المصححة أو التدفق المصحح. عندما ترتفع درجة حرارة الدخول، يظهر تأثير القيود المفروضة على درجة حرارة الدخول لتربينة الضغط المرتفع، بانخفاض التدفق المصحح تدريجيا. و عند درجات حرارة الدخول الأكثر ارتفاعا، يظهر تأثير الوصول للحدود المسموحة لدرجة حرارة الخروج من الضاغط (T3) بانخفاض درجة حرارة الدخول للتربينة و التدفق المصحح.

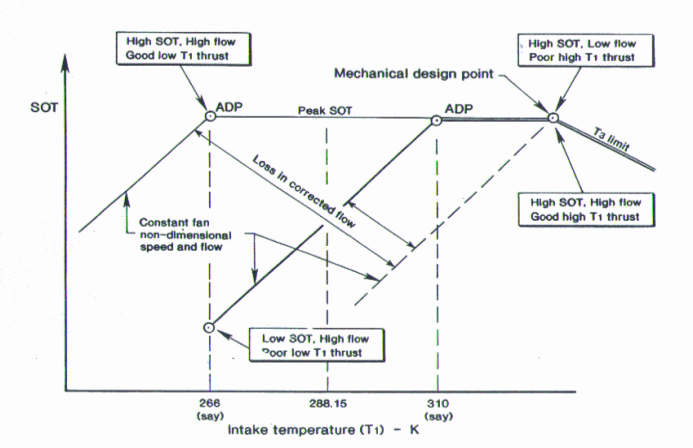
تأثير درجة حرارة الدخول التصميمية

يظهر تأثير درجة حرارة الدخول التصميمية على الجانب الأيسر المقابل موضحا في الرسم البياني.
يقوم محرك مصمم بدرجة حرارة دخول T1 منخفضة مع تدفق مصحح مرتفع و درجة حرارة دخول مرتفعة للتربينة، بزيادة الدفع الصافي عند ظروف درجة الحرارة الدخول المنخفضة T1 (مثال: 0.9 ماخ، 30000 قدم). و مع ذلك، برغم أن درجة حرارة الدخول للتربينة تبقى ثابتة عندما ترتفع T1، يكون هناك انخفاض ثابت في التدفق المصحح، ينتج عنه دفع صافي قليل عند ظروف درجة حرارة الدخول T1 المرتفعة (مثال: 0.9 ماخ عند مستوى سطح البحر).
برغم أن المحرك المصمم على درجة حرارة دخول T1 مرتفعة، يكون له تدفق مصحح مرتفع عند الظروف المنخفضة لدرجة حرارة الدخول T1، إلا أن درجة حرارة الدخول للتربينة تكون منخفضة مما يؤدي إلى دفع صافي قليل جدا. عند ظروف T1 المرتفعة فقط، يحدث الجمع بين تدفق مصحح مرتفع و درجة حرارة دخول للتربينة مرتفعة، مما يعطي خصائص دفع جيدة.
و يعتبر التصميم على درجة حرارة دخول متوسطة (290 كلفن مثلا)، حلال وسطا بين الحالتين السابقتين.
عند ازدياد درجة حرارة الدخول للمحرك T1 على طول قمة الخط المعبر عن درجة حرارة الدخول للتربينة (كما هو موضح في رسم تأثير درجة حرارة الدخول التصميمية)، سيحدث اختناق للمحركات يؤدي إلى انخفاض في التدفق المصحح و نسبة الضغط الكلي. و كما هو موضح في الخريطة، حيث يظهر حد مشترك من درجة حرارة الدخول للتربينة T3 لكل من دورات درجة حرارة الدخول للمحرك T1 التصميمية المنخفضة و المرتفعة .و بشكل عام، سيرتبط حد T3 مع نسبة ضغط مشتركة عند نقطة انكسار خط T3. و برغم أن الخنق سيزداد في كلا الدورتين عند انخفاض T1، إلا أن الدورة ذات درجة الحرارة T1 المنخفضة تستغرق زمن أكبر للتسارع قبل الوصول للسرعة المصححة. و بالتالي، تكون نسبة الضغط التصميمية أكبر في حالة الدورة ذات درجة حرارة الدخول T1 المنخفضة.

## الرموز
- {\displaystyle A\,}: مساحة التدفق.
- {\displaystyle A_{\mathrm {8calc} }\,}: مساحة حلق الفوهة (نقطة الخنق) الفعالة المحسوبة.
- {\displaystyle A_{\mathrm {8despt} }\,} مساحة حلق الفوهةالفعالة عند نقطة التصميم.
- {\displaystyle A_{\mathrm {8geometricdesign} }\,} المساحة الهندسية لحلق الفوهة.
- {\displaystyle {\alpha }\,}: العجلة الزاوية لعمود الدوران.
- {\displaystyle {\beta }\,}: خطوط متقاطعه مع خطوط السرعة المصححه على خريطة خصائص الضاغط.
- {\displaystyle C_{\mathrm {pc} }\,}: الحرارة النوعية للهواء عند ثبوت الضغط.
- {\displaystyle C_{\mathrm {pt} }\,}: الحرارة النوعية لنواتج الاحتراق عند ثبوت الضغط.
- {\displaystyle C_{\mathrm {dcalc} }\,}: معامل التفريغ الناتج للفوهة.
- {\displaystyle C_{x}\,}: معامل الدفع.
- {\displaystyle {\delta }\,}: الضغط المحيط/الضغط المحيط عند مستوى سطح البحر.
- {\displaystyle ({\delta }H/T)_{\mathrm {turb} }\,}: مقدار الفقد في المحتوى الحراري في التربينة/درجة حرارة الدخول للتربينة.
- {\displaystyle {\delta }N\,}: التغير في السرعة الدورانية لعمود الدوران.
- {\displaystyle {\delta }P_{w}\,}: قدرة العمود الدوار الفائضة.
- {\displaystyle {\delta }\,{\tau }\,}: العزم الفائض للعمود الدوار.
- {\displaystyle {\eta }_{\mathrm {pc} }\,}: الكفاءة العامة للضاغط.
- {\displaystyle {\eta }_{\mathrm {pt} }\,}: الكفاءة العامة للتربينة.
- {\displaystyle g\,}: عجلة الجاذبية.
- {\displaystyle F_{g}\,}: الدفع الكلي.
- {\displaystyle F_{n}\,}: الدفع الصافي.
- {\displaystyle F_{r}\,}: احتكاك السحب للرام.
- {\displaystyle {\gamma }_{\mathrm {c} }\,}: نسبة الحرارة النوعية للهواء.
- {\displaystyle {\gamma }_{\mathrm {t} }\,}: نسبة الحرارة النوعية لنواتج الاحتراق.
- {\displaystyle I\,}: عزم القصور الذاتي لعمود الدوران.
- {\displaystyle J\,}: المكافئ الميكانيكي للحرارة.
- {\displaystyle K\,}: ثابت.
- {\displaystyle K_{1}\,}: ثابت.
- {\displaystyle K_{2}\,}: ثابت.
- {\displaystyle M\,}: رقم ماخ للطيران.
- {\displaystyle N\,}: السرعة الدورانية للضاغط.
- {\displaystyle N_{\mathrm {cor} }\,}: السرعة المصححة للضاغط.
- {\displaystyle N_{\mathrm {turbcor} }\,}: السرعة المصححة للتربينة.
- {\displaystyle p\,}: الضغط الساكن.
- {\displaystyle P\,}: ضغط الركود.
- {\displaystyle P_{3}/P_{2}\,}: نسبة الضغط للضاغط.
- {\displaystyle prf\,}: معامل تصحيح ضغط الدخول للمحرك.
- {\displaystyle R\,}: ثابت الغاز.
- {\displaystyle {\rho }\,}: الكثافة.
- {\displaystyle SFC\,}: الاستهلاك النوعي للوقود.
- {\displaystyle RIT\,}: درجة حرارة الدخول للتربينة.
- {\displaystyle t\,}: درجة الحرارة الساكنة أو الزمن.
- {\displaystyle T\,}: درجة حرارة الركود.
- {\displaystyle T_{1}\,}: ضغط الركود عند مدخل المحرك.
- {\displaystyle T_{3}\,}: درجة حرارة الخروج من الضاغط.
- {\displaystyle {\theta }\,}: درجة الحرارة الميطة عند مستوى سطح البحر.
- {\displaystyle {\theta }_{T}\,}: درجة الحرارة الكلية أو درجة الحرارة المحيطة عند مستوى سطح البحر.
- {\displaystyle V\,}: السرعة.
- {\displaystyle w\,}: تدفق كتلة المائع.
- {\displaystyle w_{\mathrm {4corcalc} }\,}: التدفق الصحيح الداخل للتربينة.
- {\displaystyle w_{\mathrm {2cor} }\,}: التدفق الصحيح الداخل للضاغط.
- {\displaystyle w_{\mathrm {4cordespt} }\,}: التدفق الصحيح الداحل للتربينة عند نقطة التصميم.
- {\displaystyle w_{\mathrm {4corturbchar} }\,}: التدفق الصحيح الداخل للتربينة، من خريطة خصائص التربينة.
- {\displaystyle w_{\mathrm {fe} }\,}: تدفق الوقود لغرفة الاحتراق.

## وصلات خارجية
- رسوم متحركة تشرح كيفية عمل المحرك النفاث
- كيفية عمل محرك نفاث مبسط
- تعليم محاكاة تفاعل المحرك النفاث
- تأثير المحرك النفاث على صناعة الفضاء
- محاكاة حاسوبية للمحرك العنفي المروحي.